# T4-Polynukleotidkinase
T4-Polynucleotidkinase (T4-PNK) ist ein Enzym aus der Gruppe der Polynukleotidkinasen und stammt aus dem Bakteriophagen T4.

## Eigenschaften
T4-Polynukleotidkinase besitzt drei Enzymaktivitäten: eine 5'-Hydroxyl-Kinase, eine 3'-Phosphatase und eine 2',3'-zyklische Phosphodiesterase. Sie katalysiert unter anderem den Transfer einer Phosphatgruppe von Adenosintriphosphat (ATP) auf 5'-Hydroxygruppen von Nukleotiden und Desoxyribonukleotiden. In Anwesenheit von Adenosindiphosphat (ADP) geht die Reaktion in beide Richtungen. Im Bakteriophagen dient die T4-Polynukleotidkinase der Immunevasion während der Infektion von Bakterien durch eine Gegenreaktion zur T4-induzierten Anticodonnuklease, welche sonst bei einer T4-Infektion durch Abbau von tRNA die Translation viraler Proteine unterbricht. Die durch die T4-induzierte Anticodonnuklease erzeugten nicks werden im Anschluss an eine Phosphorylierung durch die T4-Polynukleotidkinase mit der T4-DNA-Ligase repariert. Die T4-Polynukleotidkinase überträgt eine Phosphatgruppe auf tRNA und andere Nukleinsäuren mit nicks. Das pH-Optimum der T4-PNK liegt bei 6. Cofaktoren sind zweiwertige Magnesiumionen.
ATP + 5'-dephospho-DNA {\displaystyle \rightleftharpoons } ADP + 5'-phospho-DNA
Desoxyribonukleosid-3'-phosphat + H2O {\displaystyle \rightleftharpoons } Desoxyribonukleosid + Phosphat.

## Anwendungen
Die T4-PNK wird in der Molekularbiologie zur Phosphorylierung von DNA im Zuge einer Klonierung eingesetzt, wodurch eine anschließende Ligation von DNA mit der T4-DNA-Ligase erleichtert wird. Weiterhin wird sie zur Markierung von DNA am 5'-Ende verwendet (end labelling).